# Садыков, Ильфат Ришатович
Ильфа́т Риша́тович Сады́ков (род. 21 августа 1985, Ленинабад, Таджикская ССР) — российский и французский джазовый музыкант (саксофонист), последователь идей и техники игры Джона Колтрейна и Майкла Брекера.
В 2000 году переехал в Самару, где закончил музыкальную школу по классу саксофона (2001), джазовую студию «Движение» (2002, класс саксофона Сергея Равина) и Самарскую государственную академию культуры и искусств (специальность «руководитель эстрадного оркестра», 2008). Играл в студенческом оркестре СГАКИ под управлением Анатолия Майорова.
С 2002 года играл в джаз-роковой группе «New A» под руководством гитариста Олега Примака, а после его ухода из коллектива возглавил состав. Выступал с этим ансамблем на всероссийских и международных джазовых и музыкальных фестивалях в Дубне, Воронеже, Ижевске, Самаре, Саратове, Тольятти, Чадане, Челябинске, Энгельсе, Ярославле, а также за пределами России («Джаз-карнавал в Одессе», гитарный фестиваль в Минске). В 2004 году был признан на фестивале в Тольятти «лучшим инструменталистом фестиваля». В 2005 году коллектив представил Самару в программе культурного обмена с городом-побратимом Штутгартом (Германия). В том же году Садыков был приглашён на сцену в качестве гостя гастролировавшим в Самаре ансамблем Shibusashirazu (Япония). 
Параллельно с «New A» работал в фанково-блюзовом составе «CamapaJam», в оркестре «Ритм» под управлением Льва Бекасова и других местных коллективах, также принимавших участие в фестивалях за пределами Самары.
В 2008 году поступил в парижский филиал музыкального колледжа Беркли (США), где его преподавателем был саксофонист Рик Маргитца. По окончании учебного заведения продолжил образование в Парижской консерватории под руководством Жана-Шарля Ришара. Живёт и работает в Париже, выступает в клубах «Le Duc Des Lambards», «Le Sunset», «Le Sunside».
В дискографии музыканта — трек «Love And Gold» группы «New A» на CD-сборнике «Джаз по-русски», вышедшем в качестве приложения к журналу «Salon Audio Video» в декабре 2004 года.